# Burramyidae
Burramyidae là một họ động vật có vú trong bộ Hai răng cửa. Họ này được Broom miêu tả năm 1898.

## Hình ảnh

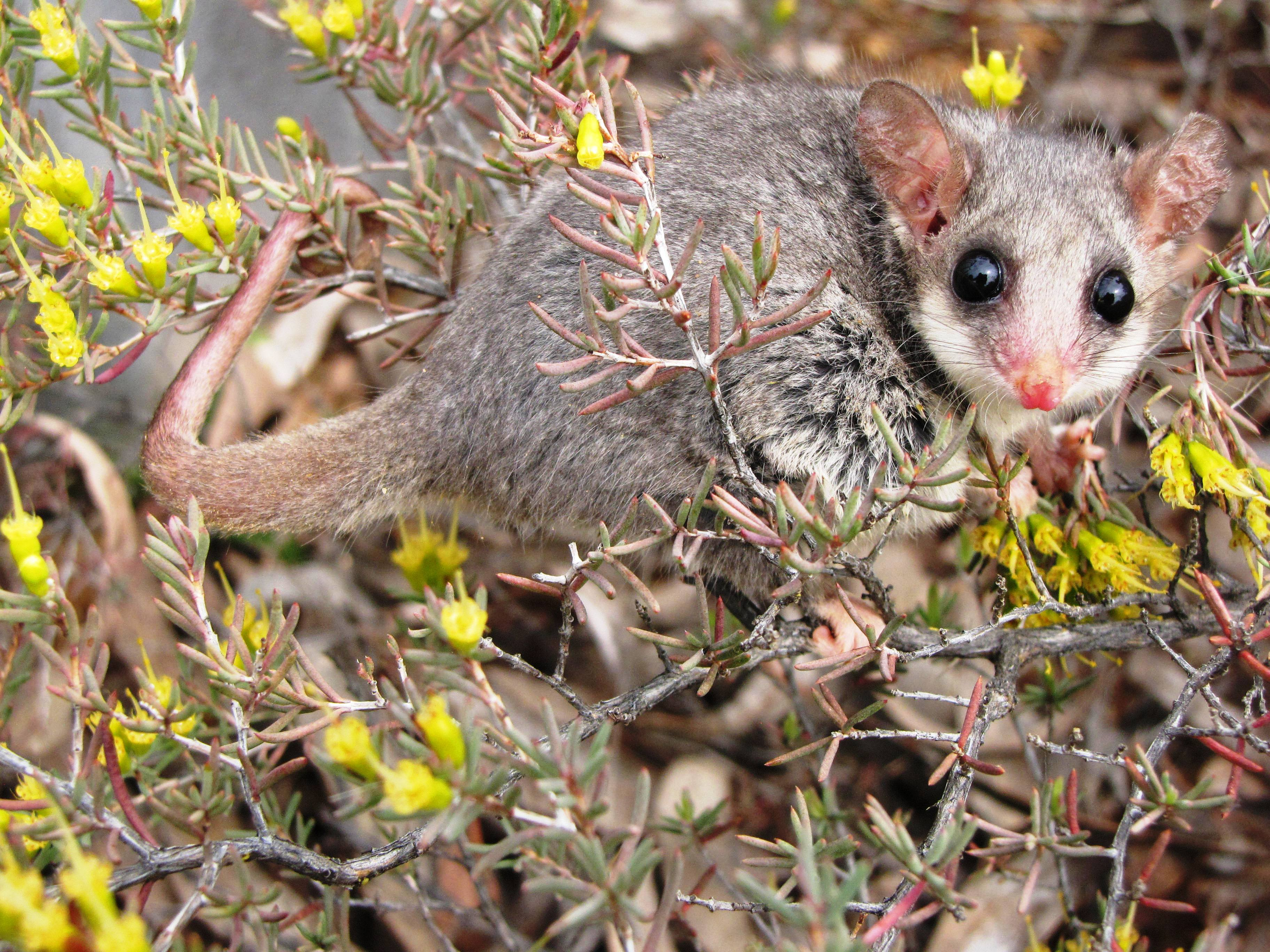

## Phân loại
- Họ Burramyidae
  - Chi Burramys
    - Burramys parvus
    - †Burramys wakefieldi
    - †Burramys tridactylus
    - †Burramys brutyi

  - Chi Cercartetus
    - Cercartetus caudatus
    - Cercartetus concinnus
    - Cercartetus lepidus
    - Cercartetus nanus